# 可愛岳
可愛岳（えのだけ）は、宮崎県延岡市にある標高728mの山である。可愛嶽とも書かれる。

## 概要
延岡市中心部から北に約8kmの場所に位置する。北西に大崩山、西南西に行縢山がある。花崗斑岩からなっており、浸食を受け、険しい地形の山である。
西南戦争中の1877年（明治10年）8月17日に、東側山麓の俵野で政府軍に包囲された西郷軍は、同日夜半から18日未明にかけて、この山を守備していた政府軍の隊を撃破して三田井方面に撤退した。この際西郷隆盛の長男の西郷菊次郎が西郷隆盛の従者の永田熊吉とともに政府軍に投降している。